# Catoeme
Catoeme es un género de escarabajos longicornios de la tribu Xystrocerini. Fue descrito por Per Olof Christopher Aurivillius en 1908.

## Especies
- Catoeme arnoldi Corinta-Ferreira, 1955
- Catoeme brincki Tippmann, 1959
- Catoeme clarki Bjørnstad, 2019
- Catoeme gigas Bjørnstad, 2017
- Catoeme martellii (Villiers, 1972)
- Catoeme quentini (Villiers, 1972)
- Catoeme raminahisoae Bonneau & Vitali, 2015
- Catoeme tessellata Aurivillius, 1908